# Cyprinodon nevadensis calidae
El cachorrito de Tecopa (Cyprinodon nevadensis calidae) es una subespecie extinta del cachorrito de Amargosa (Cyprinodon nevadensis). El pequeño pez cachorrito, tolerante al calor, era endémico de las salidas de un par de aguas termales en el desierto de Mojave del condado de Inyo, California. Las modificaciones del hábitat, la introducción de especies no nativas y la hibridación con el cachorrito del río Amargosa llevaron a su extinción alrededor de 1979.

## Descripción y comportamiento

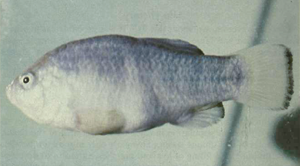
un cachorrito de tecopa

Los peces medían entre 2,5 y 4 cm (1 a 1,5 pulgadas) de largo. La aleta dorsal estaba situada más cerca de la cola que de la cabeza. La aleta pélvica era pequeña o en ocasiones ausente y tenía seis lepidotricios. Al igual que otros ciprinodones, los machos reproductores mostraban una coloración azul brillante. Las hembras tenían entre seis y diez franjas verticales. c.n. calidae se alimentaba principalmente de cianobacterias (algas verdiazules). Los invertebrados como las larvas de mosquitos proporcionaban nutrición ocasional. Los peces eran capaces de sobrevivir a temperaturas del agua de 110 grados Fahrenheit (43 °C) o más.

## Decadencia y extinción
Tecopa Hot Springs se encuentra a una altura de 430 m (1,411 pies), aproximadamente a 2 millas al norte de la ciudad de Tecopa en el condado de Inyo, California.  Las salidas de las dos termas son afluentes del río Amargosa, y fueron el único lugar donde existieron C. n. calidae.
La popularidad de los manantiales en las décadas de 1950 y 1960 provocó una gran alteración del hábitat de los cachorritos. Durante la construcción de las casas de baños se ampliaron las piscinas de aguas termales y se desviaron los desagües. En 1965, los efluentes de las aguas termales del norte y del sur fueron recanalizados y fusionados. Las corrientes más rápidas resultantes provocaron que la temperatura del agua río abajo aumentara por encima de un nivel al que se adaptaron los cachorritos. Las modificaciones también permitieron que el cachorrito del río Amargosa (C. n. amargosae) relacionado río arriba desde el río Amargosa e hibridarse con el cachorrito de Tecopa.
En 1966, Miller descubrió que la población de Tecopa Hot Springs estaba casi extinta. Dos años después se encontró una población en un embalse de un motel cercano, pero sus escamas más pequeñas sugirieron que es posible que ya se haya hibridado con el cachorrito del río Amargosa. En 1970, las preocupaciones sobre esta alteración del hábitat y la presencia de especies no nativas como las agallas azules y el pez mosquito occidental llevaron a su inclusión en las listas de especies en peligro de extinción tanto federales como de California.
Los últimos ejemplares confirmados de C. n. calidae fueron recolectados el 2 de febrero de 1970 y la subespecie probablemente se extinguió al año siguiente. Otros estudios realizados en 1972 y 1977 no arrojaron ejemplos del pez. En 1978, el Servicio de Pesca y Vida Silvestre de los Estados Unidos anunció que estaba considerando eliminar el pez de la lista, y el subsecretario del Interior, Robert L. Herbst, calificó la pérdida como "totalmente evitable" y dijo: "Los proyectos humanos que alteraron tanto su hábitat", si se hubiera planificado cuidadosamente, podría haber asegurado su supervivencia".  En 1981, después de una búsqueda exhaustiva en más de 40 lugares, el Servicio de Pesca y Vida Silvestre declaró oficialmente al pez extinto. Fue el primer animal eliminado de las disposiciones de la Ley de Especies en Peligro de 1973 como resultado de su extinción.